# Poród pośmiertny
Poród pośmiertny, inaczej poród trumienny – wypchnięcie płodu i wynicowanie macicy w zwłokach na skutek ciśnienia w jamie brzusznej wywołanego nagromadzeniem się gazów gnilnych.